# Proterospastis megaspila
Proterospastis megaspila är en fjärilsart som beskrevs av Edward Meyrick 1913. Proterospastis megaspila ingår i släktet Proterospastis och familjen äkta malar. Inga underarter finns listade i Catalogue of Life.